# 塞西莉·乌特鲁普·卢德维格
塞西莉·乌特鲁普·卢德维格（丹麥語：Cecilie Uttrup Ludwig，1995年8月23日—），丹麦女子自行车运动员，2017年世界公路自行车锦标赛女子团体计时赛铜牌得主、2023年世界公路自行车锦标赛女子公路赛铜牌得主。